# Sighard F. Hoerner
Sighard F. Hoerner (* 18. April 1906 in Münster, Deutschland; † 22. Juni 1971 in Brick Township New Jersey, USA) war ein Ingenieur im Feld der Aerodynamik und erlangte Bekanntheit für seine beiden Kompendien des aerodynamischen Wissens, Fluid-Dynamic Drag und Fluid-Dynamic Lift. Er ist auch für seine Konstruktionsarbeit an dem STOL-Flugzeug, der Fieseler Fi 156 Storch, bekannt.

## Bildung
Hoerner studierte Maschinenbau an der Technischen Universität München mit dem Abschluss als Dipl.-Ing. und promovierte zum Dr.-Ing. in Aerodynamik an der Technischen Universität Braunschweig. Schließlich promovierte er zum Dr.-Ing.-habil. an der TH Berlin.

## Karriere
Zunächst war er als wissenschaftlicher Mitarbeiter bei der Deutschen Versuchsanstalt für Luftfahrt (DVL, bei Berlin) tätig. Danach arbeitete er als Aerodynamiker in den  Gerhard-Fieseler-Werken, wo er an der aerodynamischen Auslegung des STOL-Flugzeugs Fieseler Fi 156 Storch mitwirkte. Von dort ging er zu Junkers, wo er als Leiter der Abteilung Konstruktionsaerodynamik arbeitete, bevor er zu Messerschmitt wechselte, wo er während des Zweiten Weltkriegs als Forschungsaerodynamiker tätig war. Nach dem Krieg wurde er im Rahmen der Operation Paperclip in die Vereinigten Staaten „eingeladen“, wo er in Wright Field in Ohio in der Aerodynamik arbeitete. Schließlich arbeitete er als Spezialist für Aerodynamik und Hydrodynamik im Bereich Schiffsbau bei Gibbs & Cox, Inc. in New York City.

## Beiträge
In den Jahren 1945 und 1946 bereitete Hoerner ein Manuskript für das Buch Aerodynamic Drag vor. Die technischen Verlage in New York City waren nicht zuversichtlich genug, um ein so spezielles Buch auf den Markt zu bringen. Daher veröffentlichte er das Buch 1951 im Selbstverlag, wobei er ein Foto-Offset-Verfahren verwendete, und verkaufte die Exemplare von zu Hause aus per Versandhandel. Das Buch erhielt gute Kritiken und die Nachfrage war konstant. Im Jahr 1958 wurde es unter dem Titel „Fluid-Dynamic Drag“ neu aufgelegt. Angesichts der raschen Fortschritte in der Aerodynamik bereitete er eine Aktualisierung des Buches vor, die 1965 veröffentlicht wurde. Wie zuvor wurde das Buch im Selbstverlag von Hoerner Fluid Dynamics herausgegeben. Dieses Buch enthält eine Dokumentation des damaligen Wissensstandes über die Quellen des Luftwiderstands und die Mittel zur Quantifizierung des Luftwiderstands. 
Das US Navy Office of Naval Research beauftragte Hoerner Mitte der 1960er Jahre mit der Erstellung eines Begleitbandes Fluid-Dynamic Lift. Gemeinsam mit Henry V. "Hank" Borst verfasst, wurde dieses Buch 1975 von Hoerner Fluid Dynamics veröffentlicht. Hoerner starb jedoch vor der Veröffentlichung. Dieses Buch, wie auch sein Gegenstück, enthält eine Dokumentation des weltweiten Wissens über die Erzeugung von aerodynamischem Auftrieb und wird immer noch intensiv genutzt.

## Persönliches Leben

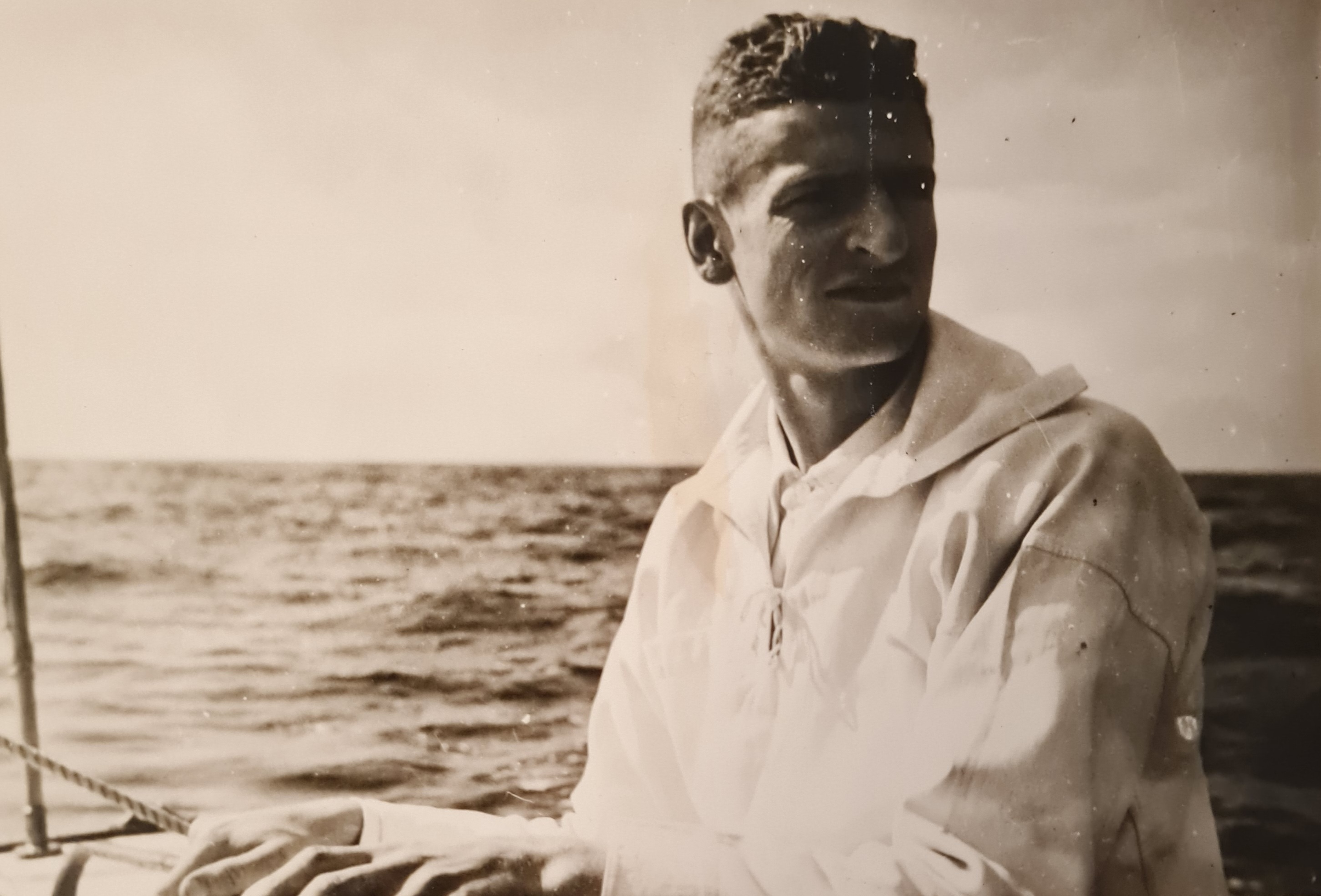
Sighard F. Hoerner beim Segeln

In erster Ehe heiratete Hoerner Käte Sommer, die Tochter einer Akademikerfamilie aus Pölitz. Diese Ehe hielt jedoch nur von 1933 bis 1941. Hoerner war später verheiratet mit Liselotte A. Hoerner. Nach seinem Tod führte sie den Versandhandel weiter und verkaufte Kopien beider Bücher.